# Krähenkuhlenfleet
Das Krähenkuhlenfleet ist ein knapp 15,1 km langer Bach in den niedersächsischen Landkreisen Nienburg/Weser und Diepholz. Er ist Teil des weitgehend künstlichen Entwässerungsnetzes der Weserniederung und hat seinen Ursprung westlich von Hoya, näher am Tonnenweg als an der weiter südlich laufenden L 330. Auf seinem Weg nach Norden bildet er auf Kilometer 0,7–2 den Ostrand des Gehölzes Hägerdorn, dessen Kernbereich unter Naturschutz steht. In einer Folge gerader Strecken und scharfer Knicke fließt er südwestlich an Martfeld vorbei und zwischen Schwarme und dessen Ortsteil Groß Borstel hindurch. Schließlich mündet er von rechts als deren zweitlängster Zufluss in die Eiter.